# Gratification en droit français
Pour les articles homonymes, voir Gratification.
En droit français du travail, une gratification est une somme d'argent versée au salarié par l’employeur en sus du salaire proprement dit à titre de récompense, pour marquer sa satisfaction du travail accompli ou pour la célébration d'événements familiaux (naissance d'un enfant, mariage, etc).
Le bénéficiaire d'une gratification est appelé « le gratifié / la gratifiée ».

## Statut juridique
La « gratification bénévole » présente un caractère facultatif et variable ; elle est aussi appelée « gratification libéralité » : l'importance de la gratification est soumise à la discrétion de l'employeur, et le salarié n'a aucun droit acquis à cet égard. 
La « gratification complémentaire de salaire » est un complément obligatoire de salaire et peut résulter d'une disposition du contrat de travail, d'une convention collective ou d'un usage d'entreprise.
Une gratification peut aussi être allouée à un stagiaire de l’entreprise.
La gratification est soumise au paiement de cotisations URSSAF.

## Historique
Le terme provient du latin « gratificatio » (bienveillance, faveur), du verbe « gratificare » (avoir de la complaisance, de la bienveillance pour).[réf. souhaitée]

## Sources
- Dictionnaire juridique, Catherine Puigelier, éd. Larcier, première édition (2015), p. 449.
- Lexique des termes juridiques, éd. Dalloz, 15e édition (2005), p. 314.
- Vocabulaire juridique, Association Henri Capitant, Presses universitaires de France, sous la direction de Gérard Cornu.